# Centrifugation

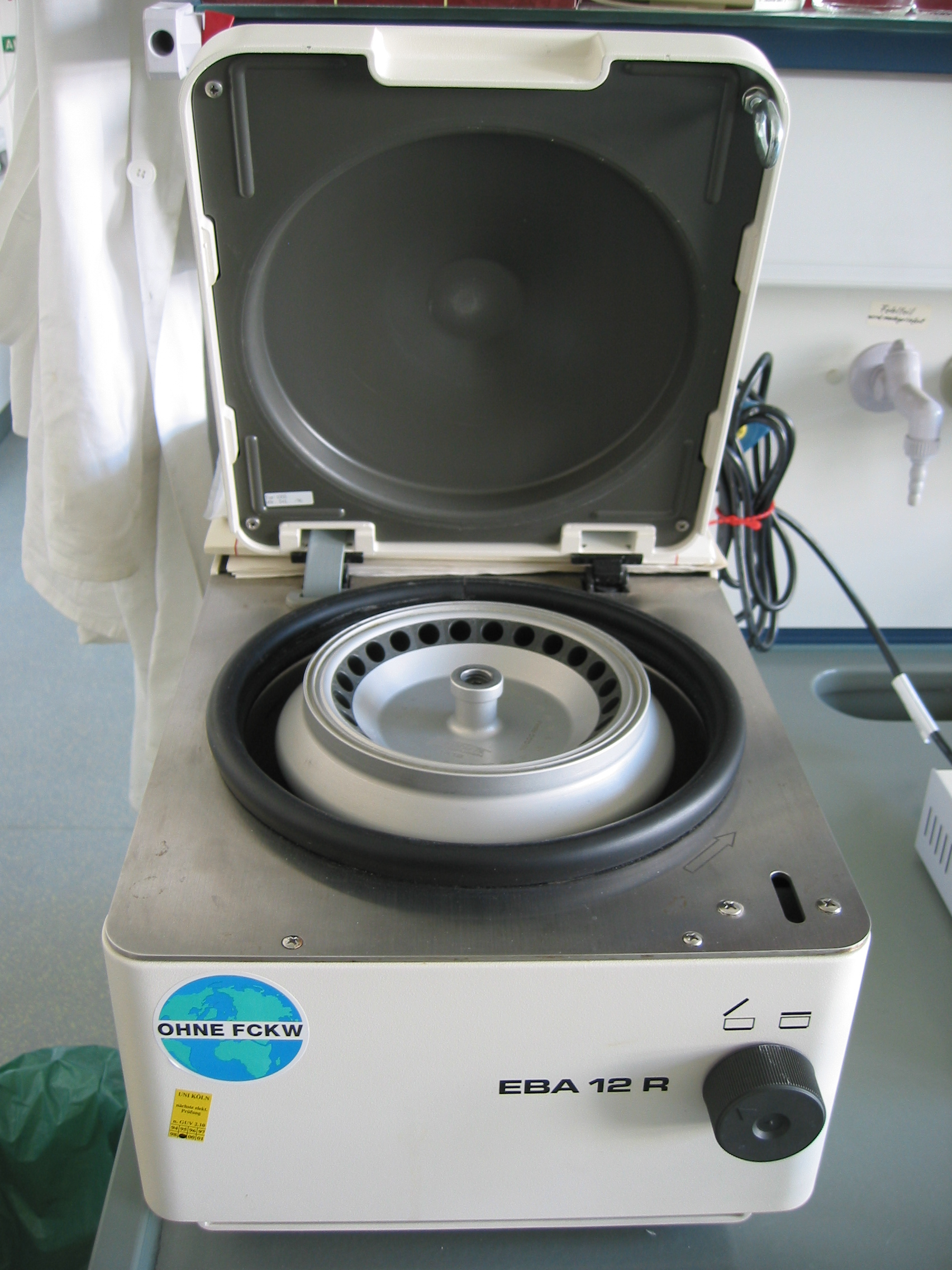
Centrifugeuse utilisée au laboratoire pour les opérations de séparation courante.

La centrifugation est un procédé de séparation des composés d'un mélange en fonction de leur différence de densité en les soumettant à une force centrifuge. Le mélange à séparer peut être constitué soit de deux phases liquides, soit de particules solides en suspension dans un fluide. Cette technique ne fait pas partie des opérations unitaires en génie chimique.
Les centrifugeuses utilisées à cette fin sont des machines tournant à grande vitesse afin d'imprimer une accélération importante à leur contenu. Elles permettent notamment d'accélérer la décantation de suspensions liquides ou la sédimentation de particules colloïdales.
L'essoreuse à salade en est l'exemple le plus commun : sous l'effet de la rotation, une accélération, ou force centrifuge, est appliquée à son contenu. Les feuilles de laitue sont retenues par les parois du panier perforé tandis que l'eau est éjectée au travers. Les corps denses sont ainsi séparés des corps plus légers. Ces appareils trouvent des applications technologiques et industrielles très variées en biologie, en dessiccation de boues, dans l'industrie nucléaire, en géotechnique, en métallurgie, ainsi que pour les tests et l'entraînement des astronautes et des pilotes militaires.

## Étymologie
Le mot centrifugation est construit à partir du verbe « centrifuger » qui vient du latin fugere qui signifie « fuir » et de « centre », auquel est ajouté le suffixe -ation indiquant une action, un effet physique.

## Principe
La séparation des composés d'un mélange est réalisable par décantation, sous l'action de la seule gravitation mais elle nécessite parfois une longue durée pour acquérir de bons résultats et est donc souvent inefficace. Il est donc plus efficace d'utiliser la centrifugation. Au cours de cette opération de séparation, les composés dans le fluide situés à une distance r de l'axe de rotation sont soumis à différentes forces :
- la force de pesanteur descendante Fp ;
- la poussée d'Archimède ascendante Fa ;
- une force de friction Fv ;
- la force centripète F'c ;
- la force centrifuge Fc.

La séparation s'opère par l'action de la force centrifuge Fc sur les composés. Cette force centrifuge, exprimée en newtons, est donnée par la relation Fc = mγc avec γc = rω² en m/s² dont : 
- la masse m du composé à séparer ;
- la distance r du tube à l'axe de rotation de la centrifugeuse ;
- la vitesse angulaire ω exprimée en radians par seconde ou en tour par minute.

Le rapport de la force centrifuge Fc sur le poids Fp est appelé intensité de la pesanteur artificielle et s'exprime en « g ». Les valeurs utilisées en centrifugation sont d'environ 400 à 10 000 g, ce qui correspond à des vitesses de rotation de l'ordre de 2 000 à 10 000 tr/min suivant le rayon des rotors.
La centrifugation fait appel à la force centrifuge exercée sur les particules incluses dans la solution, afin de ségréguer certaines composantes. Cette séparation s’effectue selon la densité des particules. La force exercée par l’accélération à haute vitesse de la solution à séparer est régie par la loi de Stokes :
{\displaystyle V_{s}={\frac {2r^{2}g\Delta \rho }{9\eta }}}
Cette loi permet de calculer la vitesse de sédimentation des particules. Dans cette équation, la composante vs est la vitesse de sédimentation, r est le rayon de la particule en solution, Δρ est la différence de densité entre la particule et le milieu où la particule est contenue, g est l’accélération due à la force centrifuge dans la centrifugeuse, η est la viscosité de la solution.

## Applications
La centrifugation est essentiellement utilisée dans quatre grands domaines :
1. Technique de séparation :
  - au quotidien : essorage du linge, essoreuse à salade, extraction du jus des fruits et légumes[6],
  - dans l'environnement : dessiccation des boues issues du traitement des eaux usées,
  - dans l'industrie alimentaire : séparation de la crème du lait (écrémage)[7], élimination des particules de la bière ou du vin (clarification), extraction des huiles et des matières grasses (extraction de l'huile d'olive), extraction du miel (apiculture),
  - au laboratoire : pour récupérer un précipité, pour séparer des éléments figurés dans le sang (globules rouges, globules blancs, plaquettes en suspension dans le plasma sanguin), séparation de composés cellulaires pour étude biochimique ou moléculaire,
  - en orpaillage : pour séparer avec une batée l'or des sables aurifères,
  - dans le domaine du nucléaire : pour enrichir l’uranium avec l'isotope fertile 235U ;
2. Analyse chimique et caractérisation des suspensions :
  - centrifugation analytique : méthode d’analyse des suspensions avec caractérisation rhéologique  et granulométrique ;
3. Accélération de masses importantes en macrocentrifugeuse :
  - études géotechniques : test sur modèle physique à échelle réduite,
  - applications militaires : test de systèmes d'armes exposés à des conditions extrêmes,
  - applications aérospatiales : test et entraînement des astronautes et des pilotes militaires ;
4. Mise en forme des matériaux :
  - coulée par centrifugation pour les métaux et le béton,
  - moulage par centrifugation pour les matières plastiques et les matériaux composites,
  - enduction par centrifugation,
  - fabrication de la barbe à papa.

### Biologie
Certaines applications, comme la séparation des macromolécules biologiques (protéines, acides nucléiques), nécessitent de passer par la méthode d'ultracentrifugation mise au point par Theodor Svedberg, qui utilise des accélérations très élevées de l'ordre de 200 000 g, et qui nécessite de ce fait des vitesses de rotation de plusieurs dizaines de milliers de tours par minute.

### Clarification du vin et de la bière

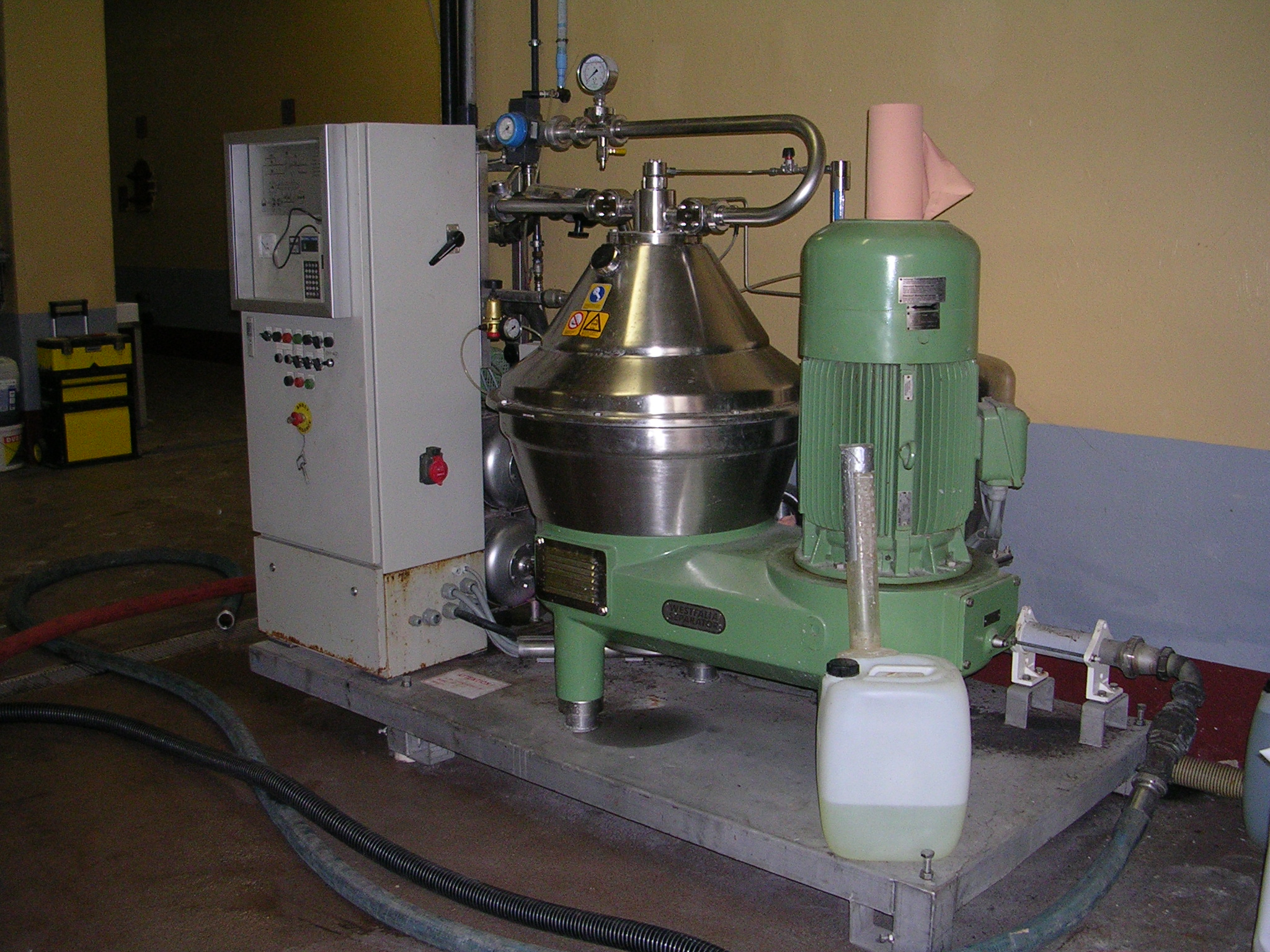
Centrifugeuse industrielle utilisée pour la mise au propre des vins après fermentation alcoolique.

La centrifugation peut être utilisée pour clarifier rapidement les vins ou les bières après fermentation alcoolique ou avant la filtration finale pour la mise en bouteille. Elle permet d'éliminer rapidement une grande partie des particules et des micro-organismes en suspension responsables de faux-goûts éventuels (odeurs soufrées) et d'effets microbiologiques indésirables.

### Usages alimentaires
Des centrifugeuses électriques sont utilisées dans l'industrie alimentaire pour extraire le jus des fruits et des légumes. En cuisine, chez les particuliers, on en utilise couramment pour essorer la salade. L'écrémeuse-centrifugeuse sert à séparer la crème du lait et donne également comme sous-produit le lactosérum  appauvri en graisses et souvent encore appelé petit lait.

### Essoreuse décantatrice ou décanteur centrifuge

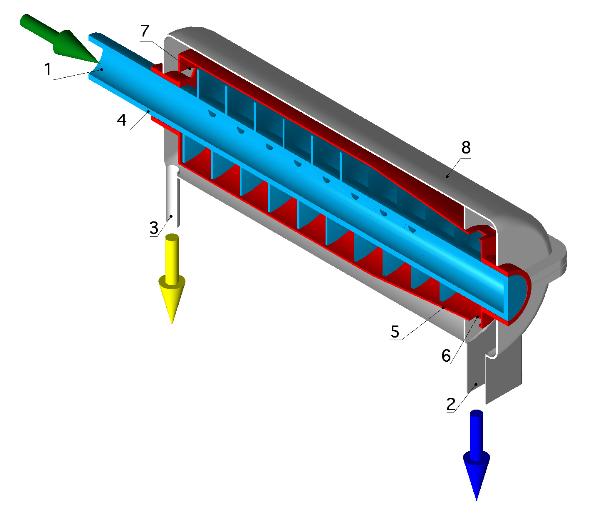
Essoreuse décantatrice.
1. Collecteur des boues, avec des ouvertures (bleu).
2. Ouvertures de décharge du solide.
3. Ouvertures de décharge du liquide.
4. Vis sans fin.
5. Rotor (rouge).
8. Carcasse fermée.

La centrifugation industrielle utilise des machines particulières pour la séparation de phase. L'un des modèles les plus communs est l'essoreuse décantatrice ou le décanteur centrifuge. Un mélange liquide-solide (par exemple, une suspension colloïdale) est déposé dans un récipient perforé de multiples orifices, la taille de ceux-ci étant suffisamment grande pour laisser passer le liquide et assez petite pour empêcher le passage du solide. Ce type d'appareil peut aussi servir à séparer les mélanges constitués de fractions ayant une densité différente.
Sur la figure ci-contre, la carcasse de l'appareil est stationnaire et solidaire avec la base de celui-ci. Le collecteur de boues 1/4 et le rotor 5 tournent, ce qui permet aux particules solides, ayant une densité élevée, de se déposer sur la surface interne du rotor 5 à des vitesses différentes. Cela permet également un mouvement axial du solide qui est donc entrainé par la vis sans fin vers les ouvertures 6, d'où le solide est projeté vers la sortie 2. La fraction liquide se déverse par les ouvertures 7 et est également éliminée vers la sortie 3.

### Enrichissement de l’uranium
L’un des usages les plus connus de l'ultracentrifugation en phase gazeuse comme méthode de séparation isotopique est l’enrichissement de l'uranium. Étant donné que l’uranium à l’état naturel contient seulement 0,7 % d'uranium 235, l’isotope fissile, il est nécessaire de le séparer de l'isotope non fissile, l’uranium 238. La légère différence en masse des deux isotopes, due aux trois neutrons supplémentaires de l'uranium 238, permet une séparation par ultracentrifugation. Tout d’abord, le concentré d’uranium (yellowcake) est transformé en hexafluorure d'uranium (UF6), un composé gazeux à une température légèrement supérieure à la température ambiante. L’hexafluorure d’uranium chauffé est injecté à l'état gazeux dans une centrifugeuse, dont le rotor tourne à très grande vitesse dans un caisson sous vide. Sous l'effet de l'accélération centrifuge énorme produite, les molécules d'UF6 contenant l’isotope le plus léger de l’uranium (235U) ont tendance à diffuser vers le centre de la centrifugeuse. A contrario, celles contenant l’isotope le plus lourd (238U) ont tendance à migrer vers les parois externes de la centrifugeuse et à s'y accumuler. Divers procédés[Lesquels ?] permettent d'optimiser le rendement de la séparation. Un conduit au centre de la centrifugeuse et un autre situé près de ses parois extraient l’hexafluorure d'uranium respectivement enrichi et appauvri en 235U. Ce procédé est répété en cascade jusqu’à ce que le rapport isotopique (235U/238U) souhaité soit atteint. À cette fin, les centrifugeuses sont montées en série et en parallèle, par milliers d’unités. À mesure de leur passage d'une centrifugeuse à l'autre, la teneur en uranium 235 augmente. L'UF6 appauvri est renvoyé au début de la cascade pour être retraité.
Le procédé a été développé dans les années 1980 aux États-Unis par le département de l'Énergie des États-Unis (DoE), avec la construction d'une première cascade d'essai (1 300 centrifugeuses à gaz) au laboratoire d'Oak Ridge (Tennessee) et à l'usine d'enrichissement de Piketon (Ohio) qui a exploité une centaine de centrifugeuses durant neuf mois. L'idée a été abandonnée en 1986 puis relancée avec un système de séparation d'isotopes par vapeur et laser (SILVA, qui fait depuis 2000 l'objet de recherches par l'USEC). Plusieurs industriels ont développé la centrifugation gazeuse : russes et anglais (Urenco qui a créé dans les années 1990 une société ERP), allemands, néerlandais...[réf. nécessaire]

### Études sur modèle réduit en macrogravité
Outre les opérations de séparation, de sédimentation des solides ou de clarification des liquides, des centrifugeuses géantes sont utilisées afin de pouvoir modéliser les interactions entre un modèle réduit et des forces extérieures et des contraintes ultimes : séismes, cyclones... Une soixantaine d'instruments de ce type sont exploités dans le monde. Deux sont implantés en France, l'un à usage civil au laboratoire de géotechnique de l'IFSTTAR près de Nantes, l'autre au CESTA en Gironde pour tester le comportement et la résistance de systèmes d'armes exposés à des conditions extrêmes. 

#### Centrifugeuses géotechniques

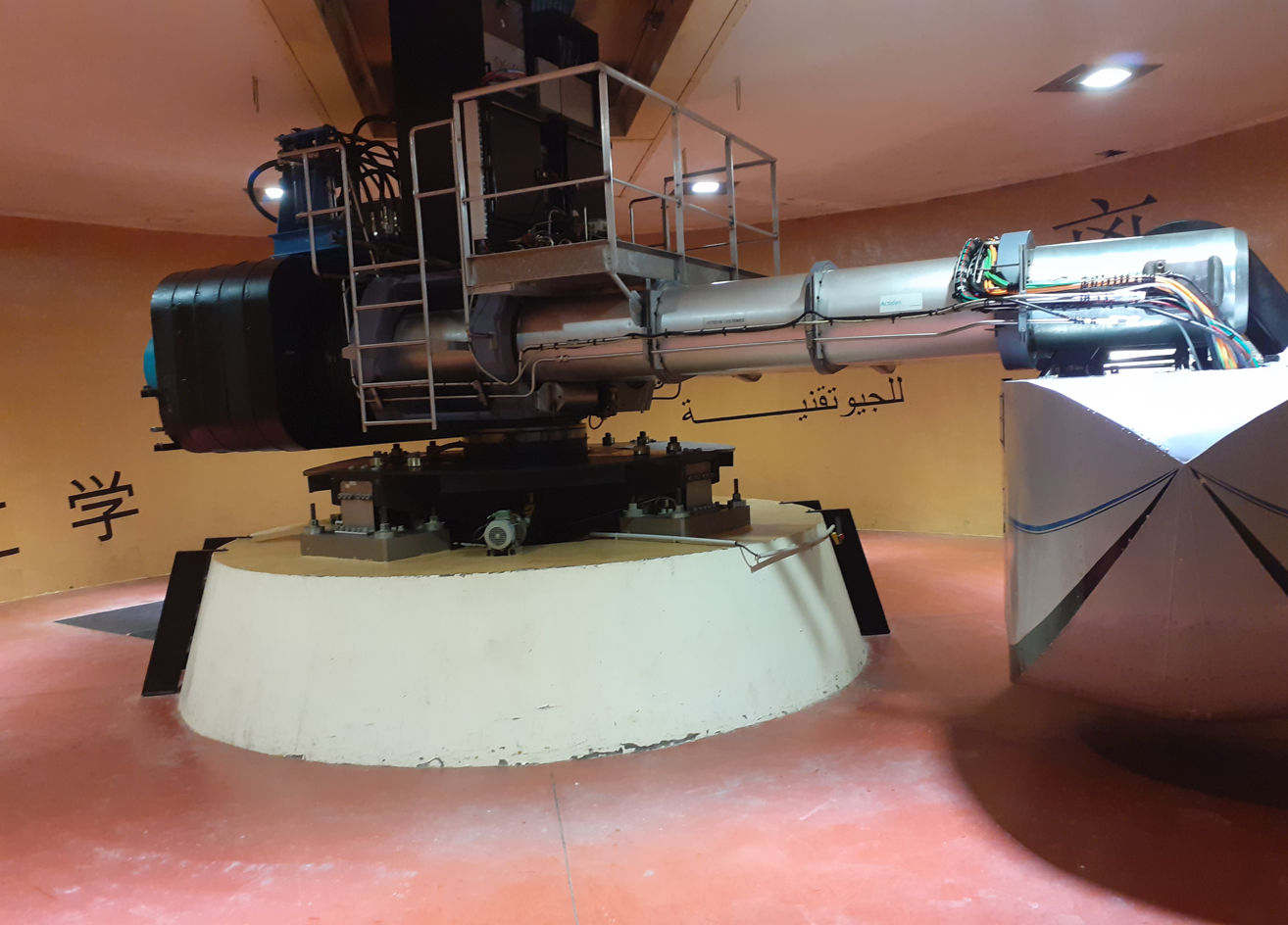
Macrocentrifugeuse géotechnique de l'IFSTTAR à Nantes dans sa grande chambre blindée, à la paroi circulaire en béton armé. À l'extrémité du bras, à droite, la nacelle carénée et son ogive aérodynamique servant à embarquer les expériences.

En génie civil et en géotechnique, des maquettes construites à l'échelle réduite sont installées sur une nacelle pivotante à l'extrémité du bras d'une centrifugeuse géotechnique géante et soumises à la macrogravité (typiquement de 100 à 200 g). L'objectif poursuivi est de tester la résistance des matériaux et celle des grandes structures soumises à des contraintes mécaniques extrêmes afin de pouvoir comprendre et extrapoler (par application de la règle de similitude) leur comportement in situ sur des ouvrages d'art de plus grandes dimensions,. En France, l'IFSTTAR (anciennement le laboratoire central des ponts et chaussées, LCPC) dispose depuis 1985 sur son site de Bouguenais près de Nantes, rattaché à l'université Gustave-Eiffel, d'une centrifugeuse géotechnique les plus performantes au monde permettant de simuler le comportement in situ de fondations (pieux), remblais et soutènements ou d'ancrages de grande dimension,. Grâce à cet équipement aux caractéristiques hors normes (longueur du rayon du rotor : 6,8 m ; masse maximale du modèle réduit testé : 2 tonnes ; accélération maximale : 200 g), il est notamment possible d'étudier le comportement et les réactions des grandes structures de génie civil soumises aux sollicitations des séismes.

#### Applications militaires
Le Centre d'études scientifiques et techniques d'Aquitaine (CESTA), implanté sur la commune du Barp, près de Bordeaux, en Gironde dispose également d'une macrocentrifugeuse depuis 1965. C'est un établissement de recherche de la Direction des Applications Militaires (DAM) du Commissariat à l’Energie Atomique et aux énergies alternatives (CEA). L’architecture industrielle, sa fiabilité et la robustesse des systèmes d'armes nucléaires de la force de dissuasion française y sont étudiées sur des maquettes soumises à des accélérations énormes afin de pouvoir mieux comprendre et évaluer leur comportement en conditions réelles. Les systèmes sensibles et leurs composants y sont testés en les soumettant à des sollicitations extrêmes au moyen de la macrocentrifugeuse.

### Centrifugeuses aéronautiques et astronautiques

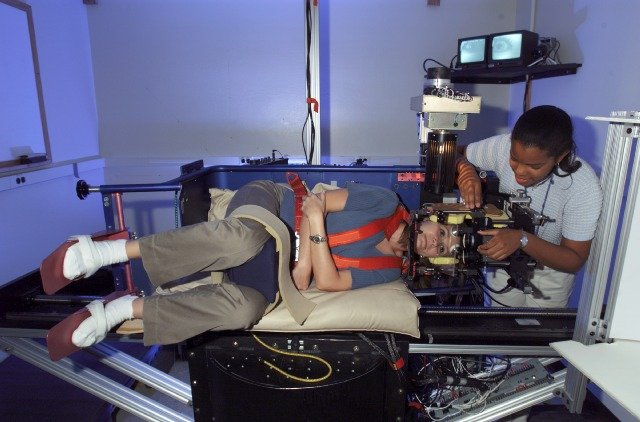
Centrifugeuse utilisée par la NASA pour l'étude de l'équilibre sur des astronautes.

Les centrifugeuses sont utilisées pour la formation des astronautes et l’entraînement des pilotes militaires. Elles permettent de tester et de renforcer leur résistance aux accélérations importantes.

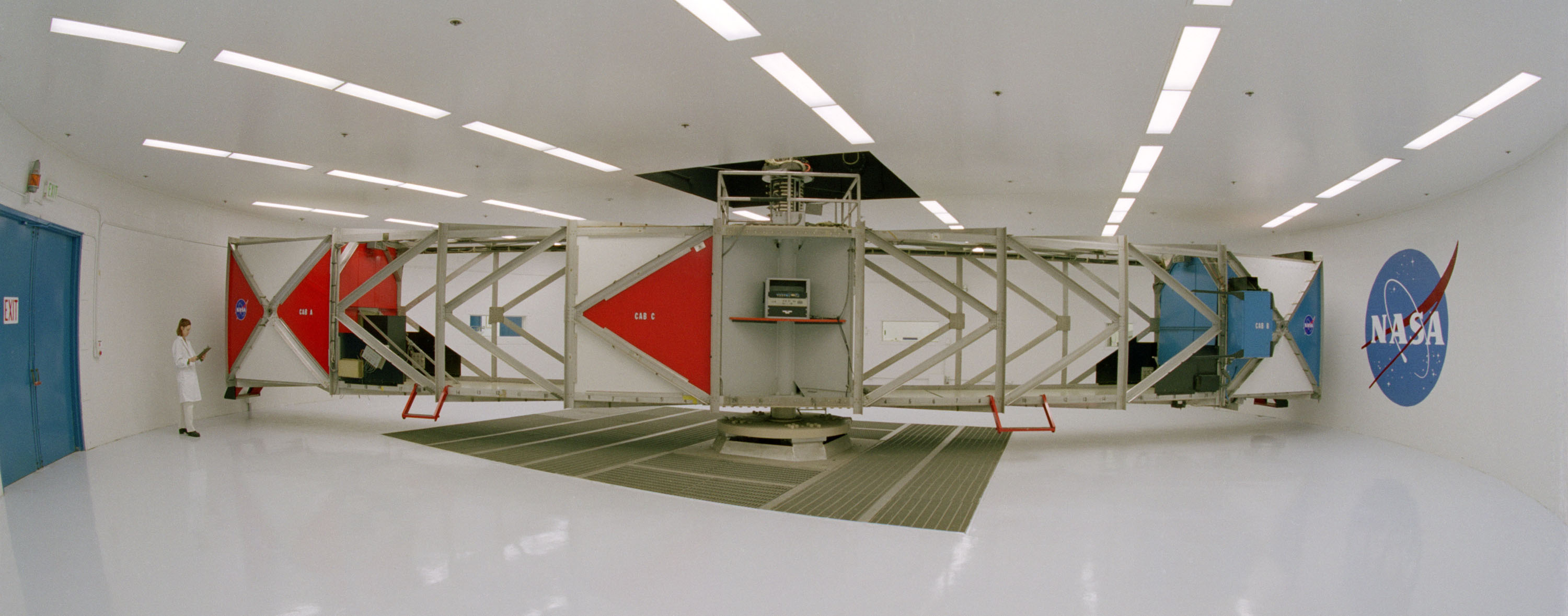
Centrifugeuse utilisée à la NASA.

### Mise en forme de matériaux par centrifugation

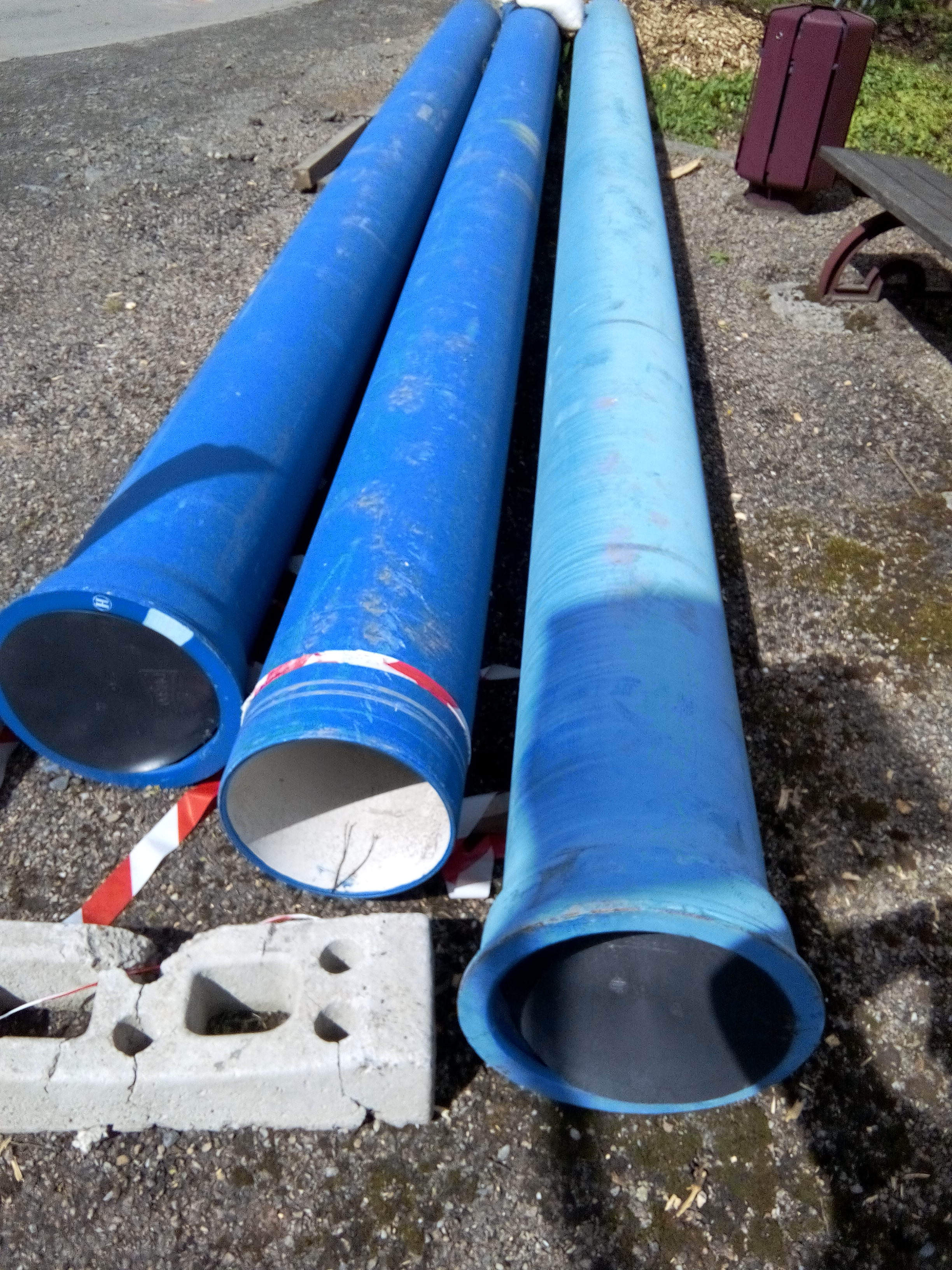
Tuyaux en fonte ductile obtenus par centrifugation.

Les centrifugeuses sont employées en métallurgie pour la coulée par centrifugation de métal à l'état liquide et la fabrication de tuyaux.
Le même principe est appliqué à la fabrication d'éléments cylindriques creux en béton et aussi pour la production de tubes en matériaux polymériques.